# Виктор Серебряников
Виктор Серебряников (на украински: Віктор Серебряников; на руски: Виктор Серебряников) е съветски футболист и треньор. Майстор на спорта на СССР (1960), почетен майстор на спорта на СССР (1967).

## Кариера
Като част от Динамо Киев, става 5 пъти шампион на СССР, два пъти печели Купата на СССР. Участник на Световното първенство през 1962, 1966 и 1970 г. с националния отбор на СССР.

## Отличия

### Отборни
Динамо Киев
- Съветска Висша лига: 1961, 1966, 1967, 1968, 1971
- Купа на СССР по футбол: 1964, 1966